# Торребланка
Торребланка (валенс. Torreblanca, ісп. Torreblanca) — муніципалітет в Іспанії, у складі автономної спільноти Валенсія, у провінції Кастельйон. Населення — 5767 осіб (2010).

## Географія
Муніципалітет розташований на відстані близько 300 км на схід від Мадрида, 28 км на північний захід від міста Кастельйон-де-ла-Плана.
На території муніципалітету розташовані такі населені пункти: (дані про населення за 2010 рік)
- Торребланка: 5315 осіб
- Торреностра: 452 особи

## Посилання

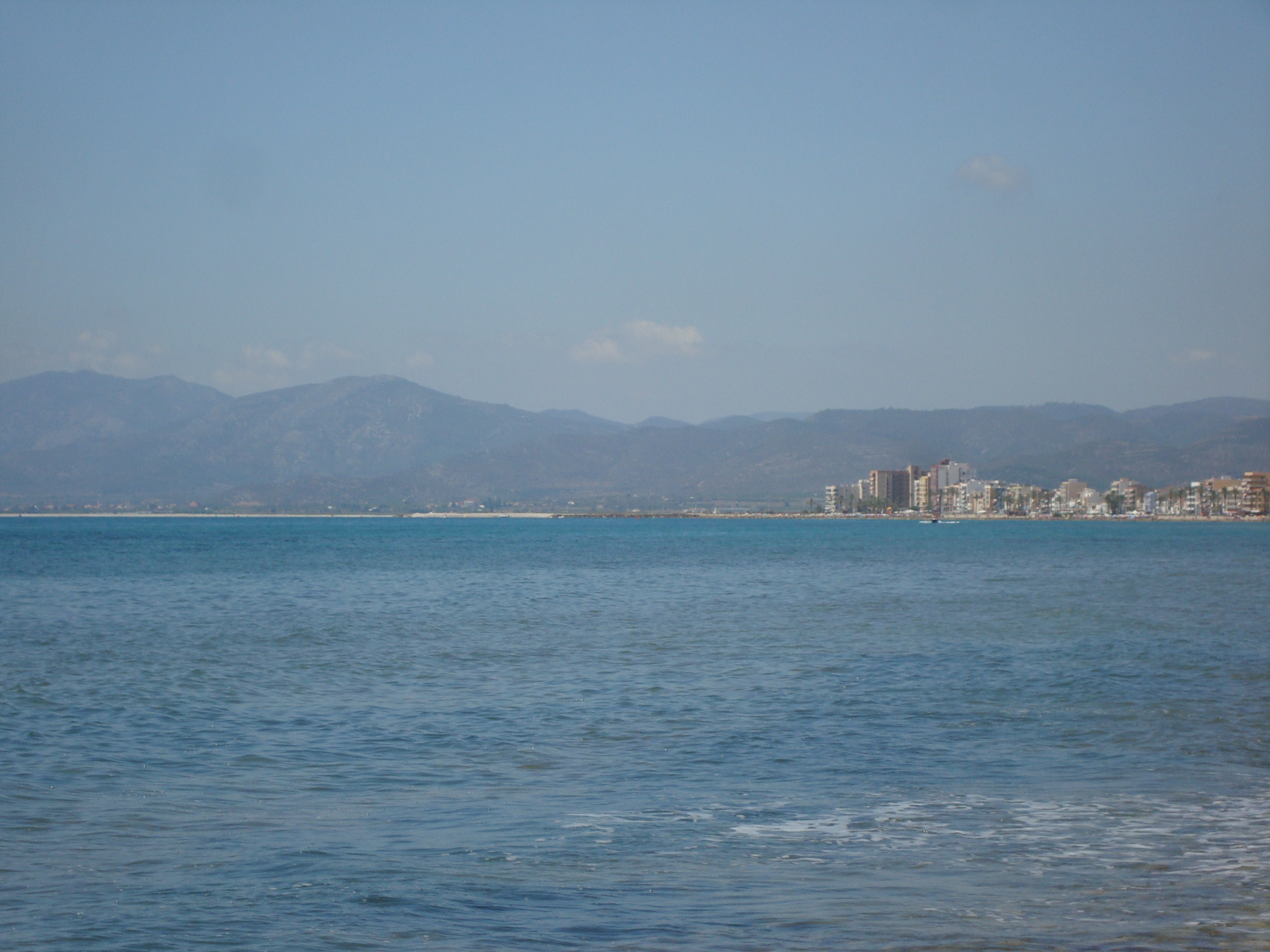
Torreblanca

## Демографія

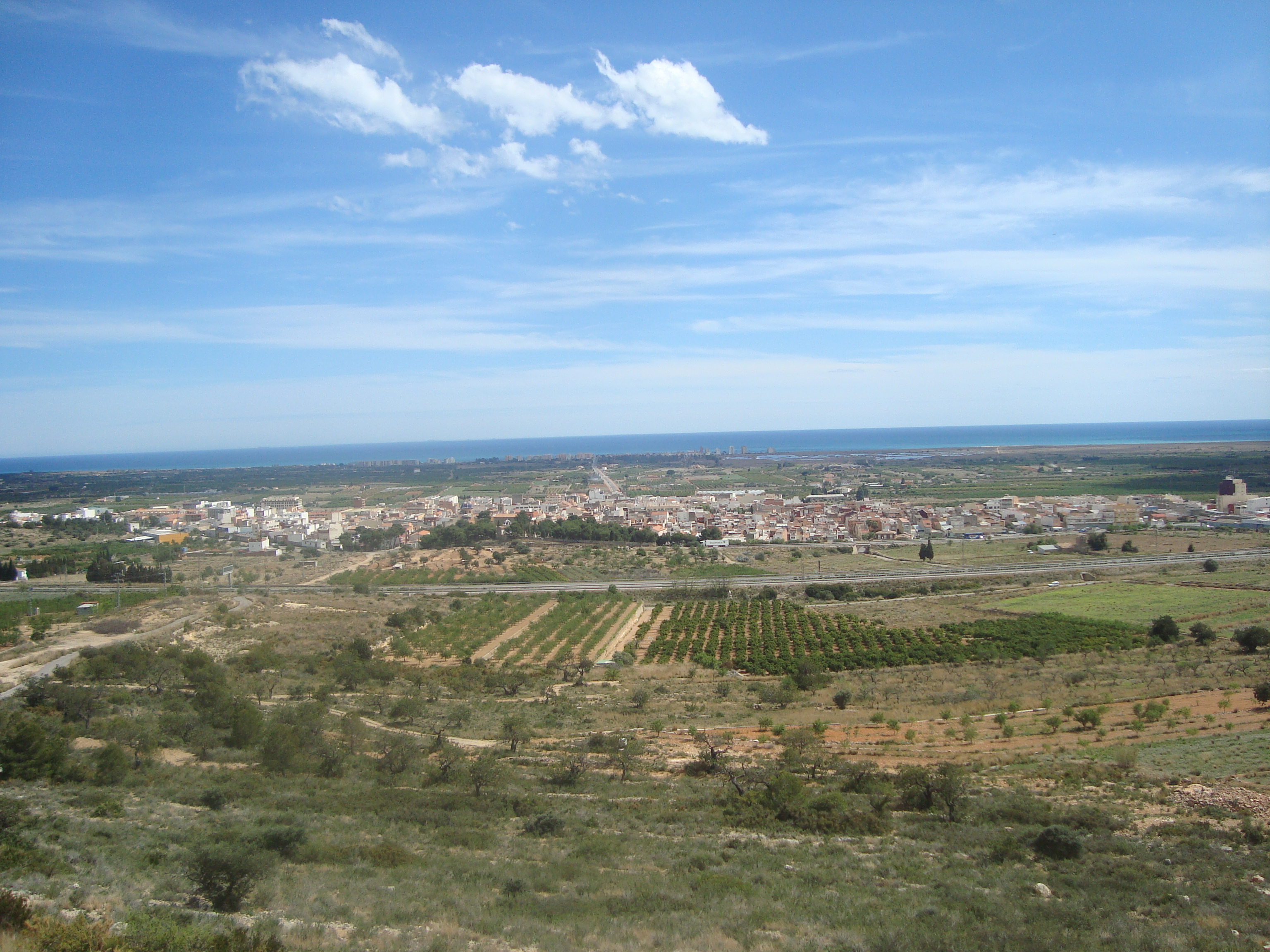
Torreblanca

Динаміка населення (INE ):